# Paep Thoon

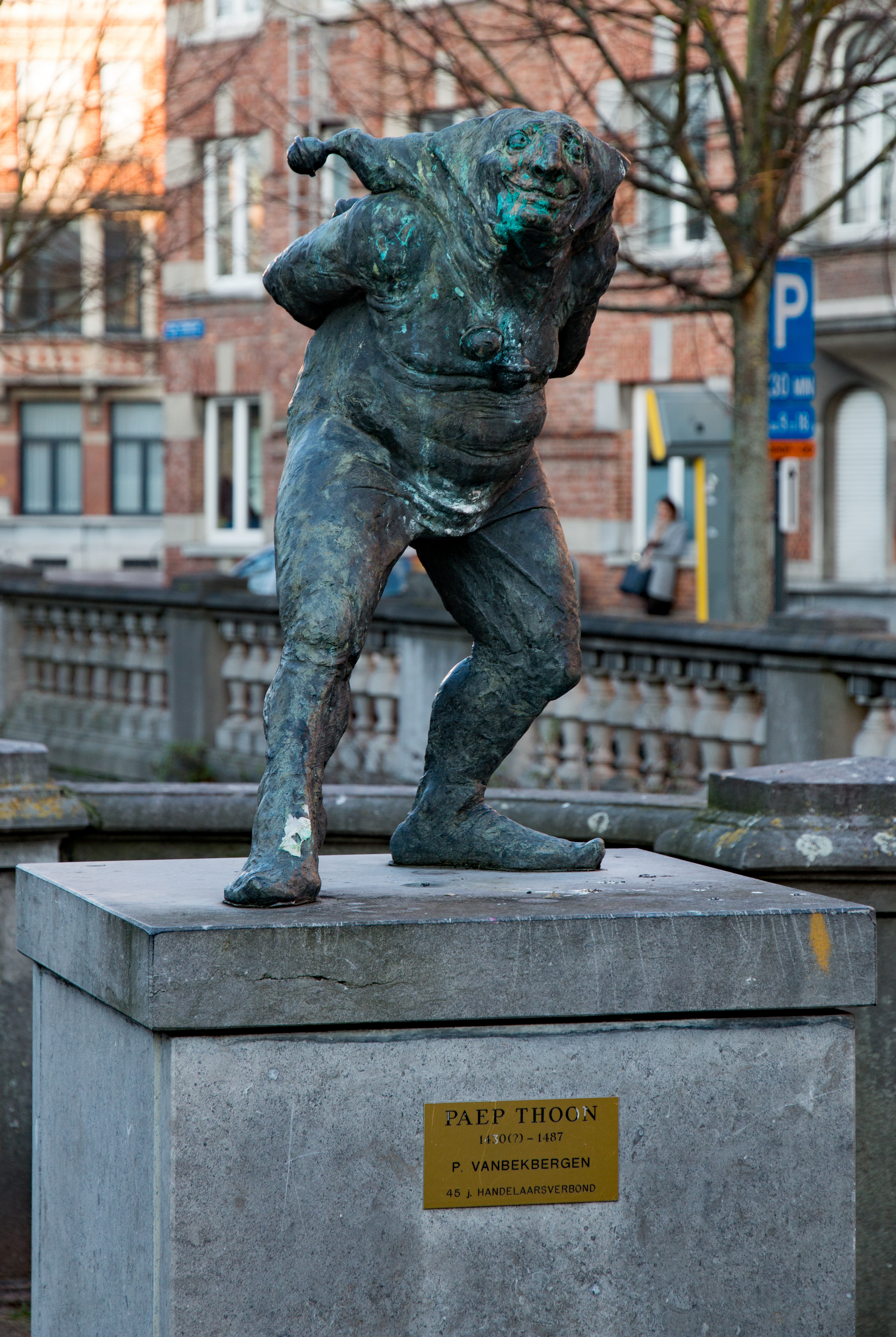
Paep Thoon met narrenmuts, standbeeld in Leuven

Paep(e) Thoon (Leuven, 15e eeuw) was een volksfiguur in Leuven, in de Bourgondische Nederlanden tijdens de middeleeuwen. Talrijke verhalen deden over hem de ronde. Hij heeft een standbeeld in Leuven.

## Naam
Zijn echte naam was Anthoon vander Phalizen of, in het Latijn, Antonius Phalesius. De naam Paep verwijst naar het feit dat hij een priesterkind was ; de naam Thoon verwijst naar zijn voornaam Anthoon.

## Levensloop
Thoon was een natuurlijk kind van Jan vander Phalizen, pastoor van de Sint-Pieterskerk in Leuven. Thoon leefde in de 15e eeuw; de enige datum die bekend is, is het jaar 1434 waarin zijn vader hem een jaarlijkse rente bezorgde. Mogelijks was Thoon gebocheld. Thoon was organist en beiaardier in de Sint-Pieterskerk. Hij geraakte bekend door de grappen en grollen die hij uithaalde in de stad. Toen het te gortig werd, veroordeelde een rechter in Leuven hem tot de ballingschap in Luik. Nooit mocht Thoon nog voet op Leuvense grond zetten.
Thoon keerde terug naar Leuven met paard en kar. Zijn schoenen zaten onder de Luikse modder en hij vroeg aan de stadswacht om hem door de poort binnen te laten. Dit leidde tot een volkstoeloop. De rechter werd erbij gehaald. Thoon riep luidop dat met de Luikse modder aan zijn schoenen hij geen voet op Leuvense grond zette. Het spektakel eindigde dat de rechter toegaf. Thoon leefde verder in Leuven als nar. Zo werd over hem verteld dat hij de spot dreef met geleerde studenten van de universiteit.
Thoon wenste begraven te worden, rechtstaande, met zijn mond onder een waterspuwer van de Sint-Pieterskerk. Zo zou hij nooit dorst hebben. In feite weet niemand waar hij begraven werd.

## Standbeeld
In 1961 plaatste de stad Leuven een bronzen beeld van Paep Thoon in de Brusselsestraat, aan een arm van de Dijle. Peter Vanbekbergen was de beeldhouwer.